# Pterampharete luederitzi
Pterampharete luederitzi är en ringmaskart som beskrevs av Augener 1918. Pterampharete luederitzi ingår i släktet Pterampharete och familjen Ampharetidae. Inga underarter finns listade i Catalogue of Life.